# Stompe kubus
Een stompe kubus is een archimedisch lichaam met 38 vlakken, waarvan er 32 een gelijkzijdige driehoek zijn en zes een vierkant, met  60 ribben en 24 hoekpunten. Van de driehoeken delen er 24 een zijde met een vierkant en 8 alle zijden met een andere driehoek.
De stompe kubus heeft twee chirale vormen:  en .
Het verschil tussen beide chirale vormen is als volgt te zien. Begin in een vierkant zijvlak en ga daar vandaan naar een aanliggende driehoek. Het volgende vlak in die richting verder links is bij de eerst gegeven vorm een vierkant en bij de tweede gegeven vorm een driehoek. Dat geldt voor het hele lichaam. Het is met bijvoorbeeld AutoCAD mogelijk een stompe kubus in drie dimensies te tekenen.
De eerste uitgeklapt:
De oppervlakte {\displaystyle A} en inhoud {\displaystyle V} van een stompe kubus waarbij {\displaystyle a} de lengte van een ribbe is:
{\displaystyle A=(6+8{\sqrt {3\ }})~a^{2}\approx 19,856406460~a^{2}}
{\displaystyle V\approx 7,889477400~a^{3}}